# Bradley Ray

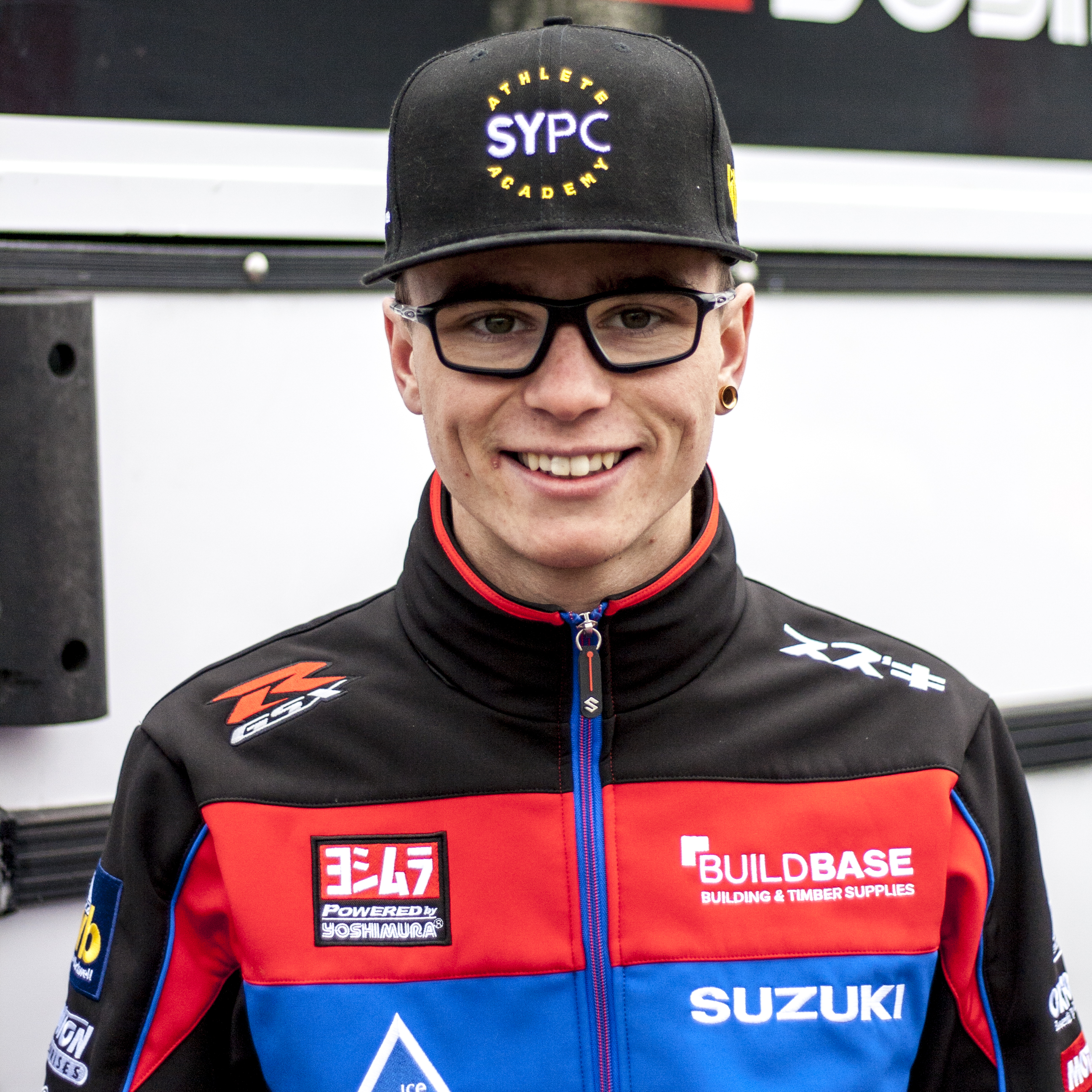
Bradley Ray, 2018

Bradley Ray  (* 16. Mai 1997 in Ashford) ist ein britischer Motorradrennfahrer.

## Werdegang
Ray wuchs mit seinen beiden Geschwistern in Lydd auf wo er immer noch lebt. Er begann im Alter von sechs Jahren mit dem Rennsport und belegte bereits 2004 Podestplätze in den Nachwuchswettbewerben in Großbritannien. Ab 2010 begann er mit dem professionellen Rennsport und trat ab 2011 in der nationalen 125er- bzw. Moto3-Meisterschaft sowie der British Superbike Championship meist auf FTR an. Im Rahmen der Motorrad-Weltmeisterschaft nahm Ray am Rookies Cup 2012 und Rookies Cup 2013 teil. 2015 startete er als Wildcard-Fahrer für FAB-Racing auf Honda in der Moto2-Klasse der WM beim Großen Preis von Großbritannien. 2016 schloss er die Britische Supersport-Meisterschaft auf Yamaha im Gesamtklassement auf dem dritten Platz abs. 2017 belegte er in der nationalen Superbike-Meisterschaft den 13. Rang auf Suzuki und gewann die Neuauflage des traditionellen Mallory Park Race of the Year. Rays Startnummer ist die 28.

## Statistik

### Siegestatistik (Auszug)
| Jahr | Klasse | Maschine | Rennen                        |
| ---- | ------ | -------- | ----------------------------- |
| 2017 | 1000er | Suzuki   | Mallory Park Race of the Year |

### In der Superbike-Weltmeisterschaft
(Stand: Saisonende 2023)
| Saison | Team                             | Motorrad          | Rennen | Siege | Zweiter | Dritter | Poles | Schn. Runden | Punkte | Ergebnis |
| ------ | -------------------------------- | ----------------- | ------ | ----- | ------- | ------- | ----- | ------------ | ------ | -------- |
| 2018   | Buildbase Suzuki                 | Suzuki GSX-R 1000 | 2      | –     | –       | –       | –     | –            | 3      | 27.      |
| 2023   | Yamaha Motoxracing WorldSBK Team | Yamaha YZF-R 1    | 24     | –     | –       | –       | –     | –            | 19     | 19.      |
| Gesamt | Gesamt                           | Gesamt            | 26     | 0     | 0       | 0       | 0     | 0            | 22     |          |